# تونی ماسنبورگ
تونی ماسنبورگ (انگلیسی: Tony Massenburg؛ زادهٔ ۳۱ ژوئیهٔ ۱۹۶۷) بازیکن بسکتبال اهل ایالات متحده آمریکا است.
از باشگاه‌هایی که در آن بازی کرده‌است می‌توان به ممفیس گریزلیز، نیو اورلینز پلیکانز، بوستون سلتیکس، ساکرامنتو کینگز، هیوستون راکتس، گلدن استیت واریرز، شارلوت هورنتس، یوتا جاز، فیلادلفیا سونتی‌سیکسرز، لس آنجلس کلیپرز، سن آنتونیو اسپرز، باشگاه بسکتبال بارسلونا، تورنتو رپترز، باشگاه بسکتبال مالاگا، و بروکلین نتس اشاره کرد.